# Voluntariat per la llengua
Il Voluntariat per la llengua (in italiano: Volontariato linguistico, in tedesco: Sprachvolontariat), talvolta anche Voluntariat per les llengües, è un movimento culturale ed artistico nato in Catalogna nella seconda metà degli anni '90, ma oramai fortemente presente in altri Stati europei ed extraeuropei, e in special misura nella Provincia Autonoma di Bolzano, in Italia. La Provincia di Bolzano è stata la prima a essere impiegata in tutti i progetti che riguardano il movimento a causa della sua particolare storia fondamentalmente simile a quella catalana.
Il Voluntariat ha l’intento primordiale di contribuire a proteggere la propria lingua materna, arginando quanto più possibile eventuali conflitti con i Governi centrali quando negano l'utilizzo della lingua materna ai cittadini residenti in determinate regioni, aprendo la strada ad una più pacifica collaborazione tra etnie diverse stanziate nello stesso luogo geografico. 
La creazione delle cosiddette “Coppie linguistiche” è uno dei punti di forza e maggiore impatto per l'idea culturale dell’incontro tra popoli.

## Storia
Il movimento ha tratto origine da alcuni progetti catalani dedicati alla protezione e diffusione della lingua catalana nati a Barcellona e diffusisi in seguito in tutta la Catalogna, riscontrando grande interesse nel resto dell’Europa Centrale e ispirando molte iniziative similari. La portata culturale di questo movimento è in continua espansione e trasformazione, dimostrandosi, infatti, piuttosto malleabile e facilmente imitabile da altre realtà territoriali che hanno problemi legati alla interculturalità e conflittualità tra popoli di differenti origini etniche, linguistiche, storiche, ma anche da Paesi dove tale problema è meno presente, se non addirittura inesistente.
La creazione di coppie linguistiche formate da persone appartenenti a diversi gruppi etnici che si scambiano gratuitamente ore di insegnamento e conversazione nella propria lingua madre è oggetto di imitazione da parte di altri enti culturali europei ed extraeuropei.
Il 1996 è considerato l'anno di inizio di questo movimento, inizialmente confinato alla Catalogna; in seguito si è diffuso ad altre regioni, vedendo ad esempio l'Alto Adige divenire in breve tempo uno dei centri maggiormente interessati e attivi nelle sue attività. 
Nel 2005 il progetto attuato in Alto Adige, ispirato al progetto catalano, è stato premiato dalla Commissione Europea come una delle 50 Best Practices per l'apprendimento delle lingue straniere.
Da questo movimento ha tratto origine anche una nuova figura professionale: il dinamizzatore del bilinguismo che, grazie all’aiuto del Fondo Sociale Europeo, ha permesso gli incontri internazionali tra rappresentanti e funzionari governativi svoltisi nel 2014 a Barcellona ed in Catalogna.